# Ricard Roso Olivé
Ricard Roso Olivé (1907-1990) nascut a Tarragona, estudia arquitectura a Barcelona, on té l'ocasió de conéixer les activitats del GATCPAC i fer amistat amb Germán Rodríguez Arias. Acaba el seu últim any d'estudis a Madrid, on es titula el juny de 1932. Ací va tenir contactes amb artistes i intel·lectuals, com l'escultor Alberto, i fins i tot amb García Lorca a la Residencia de Estudiantes.
En aquests anys desenvolupa la seua afecció a l'escultura. Les seues peces estaran la influència de l'art déco i l'expressionisme i, fins i tot, com en un moment de l'avantguarda europea, per l'escultura negra inspirada en l'art africà. Entre les seues obres escultòriques destaca Terra cuita, exposada a la Sala Blava de València el 1931. Entre les seues amistats estava Josep Renau (Roso serà un dels promotors de la Fundació Josep Renau posteriorment) i Alfred Baeschlin, arquitecte i crític d'art suís que en aquests anys desenvolupava una instensa activitat publicista i editorial.
Era un home reservat i afeccionat a la lectura, disposava d'un àmplia biblioteca d'arquitectura, on destaquen publicacions racionalistes alemanyes, les primeres edicions de Le Corbusier com Une maison-un palais o Urbanisme, les actes del CIAM de Frankfurt de 1929 (L'habitation minimum), o llibres sobre escultura africana. També rebia revistes com Nuevas Formas, Arquitectura, Architectural Digest, Decorative Art, Moderne Bauformen o Innen-Dekoration.

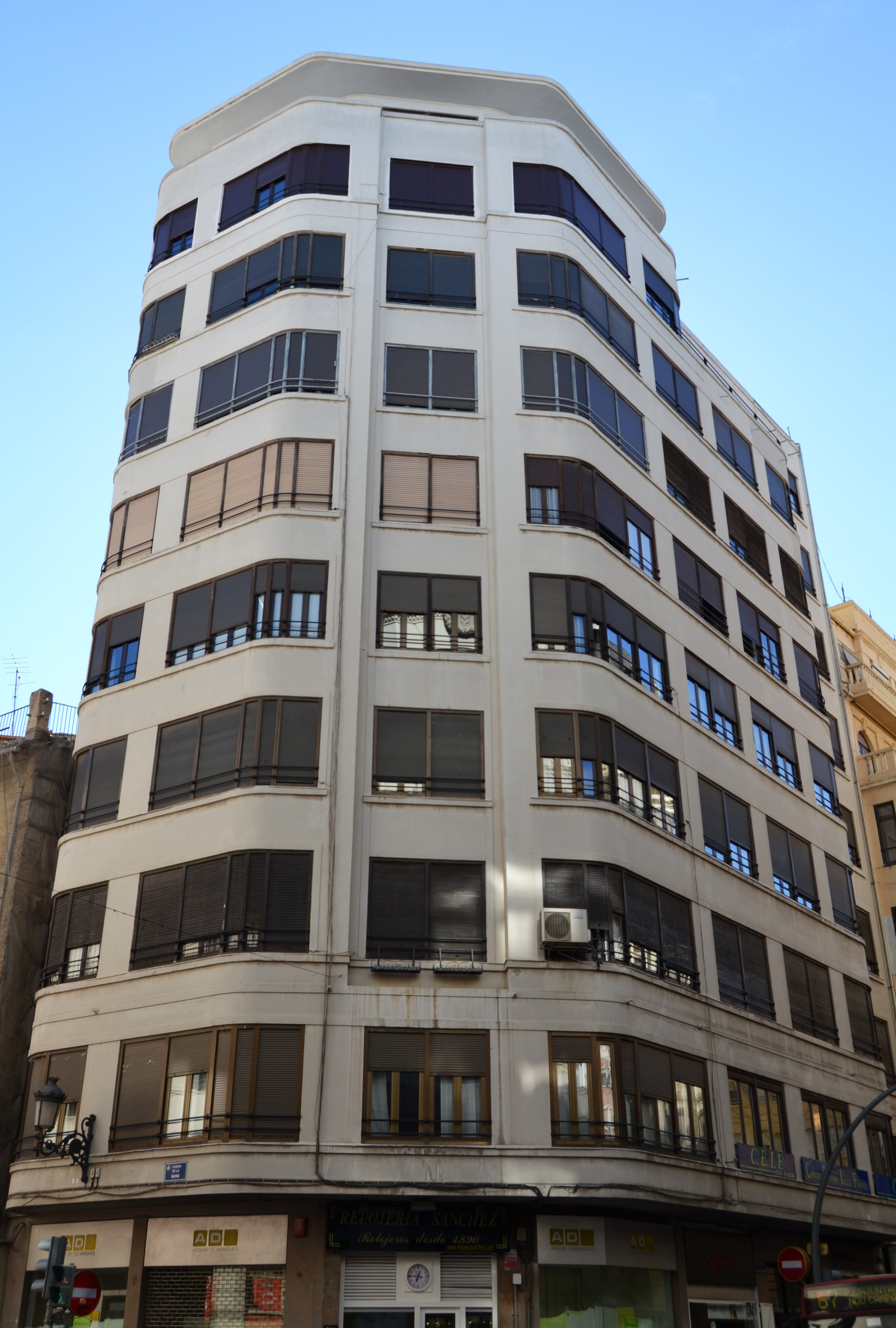
Edifici Llopis 1.

Va ser membre de la Junta del Col·legi d'Arquitectes de la Zona de València. Va formar part, l'agost de 1936, de la Comissió Gestora (junt amb Juan Pablo Villa i Carlos Llorens) que va procedir a la confiscació del Col·legi d'Arquitectes de València, i la Junta Delegada integrada a més per Luis López de Arce i Enrique Segarra Tomás, que decideix crear el Sindicat d'Arquitectura i Enginyeria (STAI), adscrit a la UGT, substituint el mateix Col·legi. Aquest Sindicat d'Arquitectura i Enginyeria reunia arquitectes, aparelladors i enginyers, més tard s'afegirien topògrafs i delineants. El seu objectiu era la regulació del treball professional, en obert rebuig a la figura del professional, liberal des d'on es pretenia oferir un servei públic "socialitzat i equitatiu", als organismes municipals, estatals o particulars. Alguns dels seus integrants foren Carlos Llorens, Enrique Segarra, Juan Rivaud, Juan Bautista Carles, Julio Peris Pardo, Jose Vives, Juan Guardiola, Enrique López de Arce, Ramón Liern i el mateix Ricard Roso.
La seua producció arquitectònica s'inicia amb un edificis d'habitatges de lloguer per a classes baixes i mitjanes, com és l'edifici Ros, de 1934 i al carrer Torn de l'Hospital de València. En aquest edifici a cada planta s'adeqüen dos habitatges a un solar trapezoïdal, amb una distribució simètrica i una unificació d'instal·lacions en sengles celoberts. La façana tradueix la disposició simètrica, amb uns amplis balcons, respecte d'una cesura vertical que respon a l'escala. D'una manera igualment austera i elemantal està disposat l'edifici Martínez (carrer Docor Zamenhoff, 1935) i on apareix el balcó d'ampit corb. El mateix any projecta l'edifici Rausell (es situava a la cantonada dels carrers Villena i Colomer, l'edifici ha sigut enderrocat). Hi trobem la mateixa voluntat de concentrar les peces humides sobre un celobert; les alçades tenen un idèntic elementarisme en les obertures, ara recollides per unes incisions horitzontals, en un intent de configurar un buit en cantonada. Dos òculs al buc de l'escalaes mostren com un indici de les imatges nàutiques que caracteritzen les seues principals obres.
A l'edifici Llopis 1, al carrer Sang, de 1934, hi és patant una major racionalització de l'espai. Les zones de servei estan concentrades en un extens celobert al costat de la mitgera, mentre que la resta de les dependències donen directament a la façana, ara expressada mitjançant la volada del xamfrà, la curvatura del qual accentua la continuïtat horitzontal dels buits.
L'edifici Llopis 2, a l'avinguda Maria Cristina i carrer Ribalta (de 1935-36, junt amb Julio Bellot) constitueix una de les obres més aconseguides d'aquest període. Novament els blocs d'instal·lacions graviten sobre celoberts cap a les mitgeres, per a disposar de dos habitatges de gran superfície; l'un compacta sobre el xamfrà, l'altre de difícil geometria i constituït per dos grups de peces que donen als dos extrems de la parcel·la. La façana es caracteritza per la continuïtat dels buits apaïsats a través de les llindes, ampits i impostes que la recorren, oferint així una imatge atractiva de proa-pont de comandament en la coronació de la seua coberta.
Col·labora amb Joaquim Rieta i Manuel Cervera en el projecte de l'edifici Llopis/Cabo de 1937, situat entre mitgeres sobre els carrers Sant Vicent i Ribalta. Hi ha disposats dos habitatges per planta, amb un celobert central, simètrics com la seua façana de grans buits, que es van reculant en alçària. Contrastant amb la simplicitat de la seua composició, hi destaca la recarregada serralleria de forja, habitual en la producció de Rieta en aquesta època. Junt amb açò, el grafisme i la retolació dels plans, així com la composcició simètrica, revelen la presència dominant de Rieta en el projecte.
Afiliat a Esquerra Republicana, el 1938 és mobilitzat a la sotssecretaria d'Armament, per a la qual realitza construccions industrials durant la guerra, per això deixà les seues direccions d'obra en mans de Rieta. Aquestes activitats provocarenque fóra sotmés a la depuració politicosocial d'arquitectes (Ordre ministerial de 24 de febrer de 1940) i condemnat a la inhabilitació durant deu anys per a exercici de càrrecs públics, i a perpetuïtat per a directius i de confiança per ordre del Ministeri de la Governació de 25 de novembre de 1941, a proposta de la Direcció General d'Arquitectura i per mitjà de la Junta de Depuració del Col·legi Oficial d'Arquitectes de la Zona de València.
Va patir dos processos: el primer per "rebel·lió militar" i el segon, el conegut "procés de la gavardina", pels quals està pres durant quatre anys a la Presó Model de València. Ací rebrà treball i ajuda de Xavier Goerlich. Quan és posat en llibertat ingressa a l'estudi d'aquest darrer, com a col·laborador, on romandrà un llarg temps. Aquests anys durs delmen les seues il·lusions fins a abandonar l'escultura després de la presó.
Les seues obres de postguerra es ressentiren amb aquests fets, es veu obligat a conrear un refinat novecento dinfluència italiana, com s'aprecia al seu edifici de l'avinguda de l'Oest, 37, o en la seua producció residencial, moltes vegades i fins a mitjans dels anys seixanta, a pesar de les serioses traves burocràtiques a què és sotmés per les seues irredemptes idees polítiques.

## Obres
- Edifici Llopis, 1, carrer Sant Vicent 51, València (1934).
- Edifici Llopis, 2, avinguda maria Cristina, plaça dels porxets i carrer Ribalta, València (1935).